# Hans-Oskar Feulner
Hans-Oskar „Hans“ Feulner (* 18. Januar 1954) ist ein ehemaliger deutscher Fußballspieler. Für den FC Bayern Hof spielte der Stürmer in den 1970er Jahren in der zweitklassigen Regionalliga und 2. Bundesliga. Mit 124 Einsätzen in der 2. Bundesliga gehört er zu den Top 10 des Klubs, mit dabei erzielten 33 Toren belegt er in der vereinsinternen Rekordtorjägerliste hinter Hartmut Werner (43 Treffer) den zweiten Platz.

## Sportlicher Werdegang
Feulner rückte als Teenager in die Wettkampfmannschaft des FC Bayern Hof, der nordbayerischen Klub qualifizierte sich am Ende der Spielzeit 1973/74 für die neu eingeführte 2. Bundesliga. Dort überraschte die Mannschaft um Reinhard Lippert, Franz Dürrschmidt, Helmut Achatz, Klaus Klein und Rudolf Fichtner in der Debütsaison 1974/75, als sie in der Südstaffel um den Aufstieg in die Bundesliga spielte und letztlich um zwei Punkte die Vizemeisterschaft verpasste. Als Ergänzungsspieler hatte er dabei in 17 Spielen drei Treffer erzielt. Während der Klub ins Mittelfeld abrutschte, etablierte er sich unter Trainer Heinz Elzner in der folgenden Spielzeit als Stammspieler. Neun Saisontoren in der Saison 1975/76 folgten zehn Saisontore in der Saison 1976/77. In der Saison 1977/78 stand der Klub im Abstiegskampf. Trotz einer Serie von vier Spielen ohne Niederlage zum Saisonende, bei der drei Spiele gewonnen wurden, reichte es nicht mehr zum Klassenerhalt. Mit elf Treffern war Feulner bester vereinsinterner Torschütze vor Günther Michl (8 Saisontore) und „Sepp“ Baller (5 Saisontore). In der Bayernliga-Spielzeit 1978/79 verpasste der Klub als Sechster die direkte Rückkehr deutlich, insbesondere gegen die vor ihnen platzierte Konkurrenz tat sich die Mannschaft schwer, vier der fünf Heimspiele gegen diese gingen im Stadion Grüne Au verloren. Inwiefern er anschließend, etwa auch nach dem Abstieg am Ende der Spielzeit 1979/80 noch für die Hofer aktiv war, ist angesichts der Datenlage unklar.
Feulner blieb dem Fußballsport nach seinem Karriereende erhalten. Als Ü60-Auswahlspieler spielte er 2014 für eine fränkische Auswahl und war dabei bester Turniertorschütze, als diese bei einem Seniorenhallenturnier des Vogtländischen Fußball-Verbandes Dritter wurde.